# César de Bus
César de Bus (Cavalhon, Valclusa, 3 de febrer de 1544 - Avinyó, 15 d'abril de 1607) fou un sacerdot, fundador de la congregació dels Preveres de la Doctrina Cristiana. És venerat com a beat per l'Església catòlica.

## Biografia
Era el setè dels tretze fills del comte Jean-Baptiste de Bus, cònsol de la vila, i d'Anne de la Marche; el seu pare provenia de la noble dels Bussi, originària de Como (Itàlia). Estudià a Cavalhon i després amb els jesuïtes d'Avinyó (Valclusa). Als divuit anys, va començar la carrera militar i prengué part en les guerres de religió contra els hugonots. Es dedicà a conrear la poesia i la poesia, i pensà a allistar-se per anar al setge de La Rochelle, però una malaltia li impedí d'anar-hi. Anà després a servir a la cort de Carles IX de França, a París, i durant tres anys abandonà la vida virtuosa i pietosa que havia portat fins llavors.
Tornà a Cavalhon en 1575 i reprengué la seva vida habitual; en morir un germà seu, canonge de la catedral de Selon de Provença, heretà les seves rendes i començà a estudiar teologia i filosofia. El 1582 fou ordenat sacerdot i canonge de la catedral de Cavalhon. Molt zelòs de la disciplina del clergat i amant de la caritat, treballà a la comunitat de L'Illa de Sòrga, destacant pel seu zel en la predicació i la catequesi entre els joves i els adults. Entre 1586 i 1592 es retirà a fer vida eremítica. La lectura del nou catecisme promulgat pel Concili de Trent li donà la idea de difondre'l i hi fundà, el 1592 i amb el seu cosí G. B. Romillon, una congregació de preveres seculars dedicada a l'ensenyament del catecisme, la dels Preveres Seculars de la Doctrina Cristiana o Doctrinaris. La congregació fou aprovada per Climent VIII el 23 de desembre de 1597; l'any següent, la congregació s'establí a Avinyó, a Sainte-Praxède i, després, a Saint-Jean-le-Vieux.
A més, Bus constatà la manca de formació religiosa en les dones i fundà en 1594, també a L'Illa i amb Françoise de Bermond, una congregació femenina, les Filles de la Doctrina Cristiana, destinades a donar aquesta instrucció i anomenades també Ursulines (tot i no tenir relació amb l'orde del mateix nom); no obstant això, la congregació femenina no sobrevisqué al seu fundador.
En 1594, Bus quedà cec; morí el 15 d'abril (dia de Pasqua) del 1607 a Avinyó. Fou sebollit a l'església de Santa Maria in Monticelli de Roma, seu general de la congregació.

## Veneració
Proclamat venerable per Pius VII en 1821, fou beatificat el 27 d'abril del 1975 per Pau VI. El papa Francesc en signà, l'abril de 2029, el decret de canonització, que encara no s'ha celebrat.